# CKAN
La Comprehensive Knowledge Archive Network (CKAN) és un portal de dades obertes de codi obert per a l'emmagatzematge i distribució de dades obertes. Inicialment inspirat en les capacitats de gestió de paquets de Debian Linux, CKAN s'ha convertit en un potent sistema de catàleg de dades que és utilitzat principalment per institucions públiques que busquen compartir les seves dades amb el públic en general.
La base de codis de CKAN la manté l'Open Knowledge Foundation. El sistema s'utilitza tant com a plataforma pública a Datahub com en diversos catàlegs de dades governamentals, com ara data.gov.uk del Regne Unit, el Registre Nacional de Dades Holandès, Data.gov del govern dels Estats Units. i el "Gov 2.0" del govern australià. El govern estatal d'Austràlia Meridional també posa a disposició del públic les dades governamentals de manera gratuïta a la plataforma CKAN. El govern italià posa a disposició les dades obertes de Data & Analytics Framework a la plataforma CKAN.

## Tecnologia interna
La part posterior de CKAN, la part que s'executa al servidor web, està escrita principalment en Python. Les pàgines web que ofereix als navegadors dels usuaris inclouen JavaScript. CKAN manté informació sobre els conjunts de dades que s'oferiran als usuaris a les bases de dades PostgreSQL. Les cerques són implementades per Solr. Les instal·lacions de CKAN es poden consultar mitjançant API web.

## Futur del projecte
La proposta de CKAN Stewardship presentada conjuntament per Link Digital i Datopian va rebre el suport de l'Open Knowledge Foundation Board. En designar una gestió conjunta creada conjuntament per Link Digital i Datopian, la Junta va considerar que hi havia un camí pràctic clar amb un lideratge fort i un finançament compromès per veure créixer i prosperar CKAN en els propers anys. L'Open Knowledge Foundation continuarà sent el "fiduciari de propòsit" per garantir que els Stewards es mantinguin fidels al propòsit i a l'ètica del projecte CKAN.